# Henry van Dyke

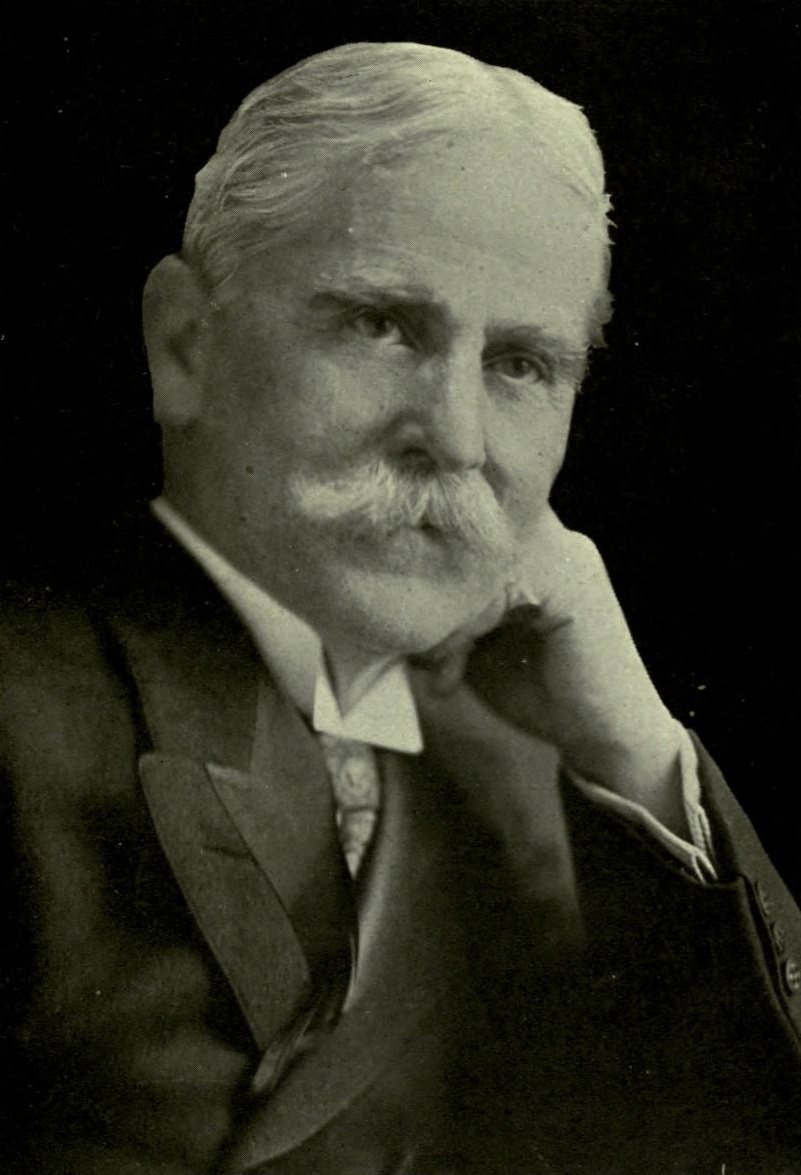
Henry Van Dyke

Henry Jackson van Dyke (* 10. November 1852 in Germantown; † 10. April 1933 in Princeton) war ein US-amerikanischer presbyterianischer Geistlicher, Dichter und Diplomat.

## Leben und Werk
Henry van Dyke war der Sohn des presbyterianischen Geistlichen Henry Jackson van Dyke und dessen Frau Henrietta Ashmead. Er besuchte das Polytechnic Institute of Brooklyn und das Princeton College, wo er 1873 seinen Bachelor of Arts sowie 1876 seinen Master of Arts erhielt. Daraufhin besuchte er ein Jahr lang das Princeton Theological Seminary und zwei Jahre die Friedrich-Wilhelms-Universität zu Berlin. 
Er nahm 1878 die Arbeit als Geistlicher in Newport auf und wirkte ab 1882 in der Brick Presbyterian Church in New York City. Seine Predigten wie The Reality of Religion (1884) machten einen guten Eindruck auf die Öffentlichkeit. Seine 1896 erschienene Kurzgeschichte The Story of the Other Wise Man, die die Geschichte eines anderen Weisen Mannes (Im Englischen die Bezeichnung für die Heiligen Drei Könige), der Jesus erst nach der Kreuzigung finden konnte, wurde ein Bestseller und in mehrere Sprachen übersetzt. Sie ist einer der ersten Auftritte des Vierten Königs in der Literatur. Auch seine Dichtkunst war von Erfolg gekrönt; 1896 trug er sein Gedicht The Builders für die Hundertfünfzigjahrfeier seiner Alma Mater Princeton vor. Neben seiner Religion diente Van Dyke auch die Natur als eine Inspirationsquelle. Er galt als ein Experte für das Fliegenfischen und förderte die noch junge Umweltschutzbewegung. Van Dyke veröffentlichte zudem literaturwissenschafte Arbeiten, darunter The Poetry of Tennyson (1889) über die Lyrik Alfred Tennysons. 1899 wurde Van Dyke Professor für Englische Literatur an der Princeton. Er engagierte sich jedoch weiterhin für die Kirche und wurde drei Jahre später von der Northern Presbyterian Church zum Moderator gewählt.
1913 ernannte ihn der neu gewählte Präsident Woodrow Wilson, sein Freund und ein ehemaliger Kollege an der Princeton, zum Botschafter der Vereinigten Staaten in den Niederlanden. Er übte zugleich das Amt des Botschafters in Luxemburg aus. Nach Ausbruch des Ersten Weltkrieges unterstützte er öffentlich den Neutralitätskurs seiner Regierung, drängte Wilson aber im Privatem, auf Seiten der Entente in den Krieg einzugreifen. 1917 trat er von seinem Posten zurück, um sich auch in der Öffentlichkeit für den Kriegseintritt einzusetzen. Nach der Kriegserklärung der USA an das Deutsche Kaiserreich trat er der United States Navy Reserve als Militärgeistlicher bei. Die französische Regierung ernannte ihn 1919 zu einem Kommandeur der Ehrenlegion.
Nach Kriegsende kehrte van Dyke zu seinem Lehrposten in Princeton zurück. Er machte sich für den Beitritt der Vereinigten Staaten in den neu gegründeten Völkerbund stark, eine der wichtigsten außenpolitischen Initiativen Wilsons, die allerdings am republikanischen Kongress scheiterte. 1923 ging er in den Ruhestand, blieb jedoch im öffentlichen Leben aktiv. So sprach er sich beim Wahlkampf zur Präsidentschaftswahl 1928 gegen die antikatholische Hetze gegen den Kandidaten der Demokratischen Partei Al Smith aus.
Er verstarb 1933 in Princeton.
Van Dyke heiratete 1881 Ellen Reid, mit der er neun Kinder hatte.